# Corcieux (tổng)
Tổng Corcieux là một tổng của Pháp, tọa lạc tại tỉnh Vosges trong vùng Lorraine của Pháp.

## Phân chia hành chính
Tổng Corcieux được chia thành 13 xã:
- Arrentès-de-Corcieux
- Aumontzey
- Barbey-Seroux
- Champdray
- La Chapelle-devant-Bruyères
- Corcieux
- Gerbépal
- Granges-sur-Vologne
- Herpelmont
- La Houssière
- Jussarupt
- Rehaupal
- Vienville

## Lịch sử
| Ngày bầu                         | Tên            | Đảng | Tư cách |
| -------------------------------- | -------------- | ---- | ------- |
|                                  | Guy Martinache | UMP  |         |
| Số liệu trước năm 2001 không rõ. |                |      |         |

## Liens externes
- Le canton sur l´Insee
- Localisation của canton sur une carte de France Lưu trữ ngày 29 tháng 6 năm 2007 tại Wayback Machine